# پایگاه هوایی آبی نلسن
پایگاه هوایی آبی نلسن (به انگلیسی: Nelson Water Aerodrome) یک فرودگاه همگانی است که یک باند فرود آب دارد. این فرودگاه در شهر نلسون، بریتیش کلمبیا کشور کانادا قرار دارد و در ارتفاع ۵۳۰ متری از سطح دریا واقع شده‌است.